# Cueta kasyi
Cueta kasyi är en insektsart som beskrevs av Hölzel 1969. Cueta kasyi ingår i släktet Cueta och familjen myrlejonsländor. Inga underarter finns listade i Catalogue of Life.